# Aitor Karanka
Aitor Karanka de la Hoz (Vitoria-Gasteiz, 18 de setembro de 1973) é um treinador e ex-futebolista espanhol que atuava como zagueiro.

## Carreira

### Como jogador
Nascido em Vitoria-Gasteiz, Álava, Aitor Karanka deu seus primeiros passos nas categorias de base do Alavés, clube da sua cidade natal, e completou sua formação no vizinho basco Athletic Bilbao. Estreou como profissional pelo time B do clube, o Bilbao Athletic, em 1992, atuando na Segunda Divisão Espanhola.
Com exceção de uma rápida passagem pelo futebol norte-americano aos 32 anos, Karanka vestiu apenas as camisas de Athletic Bilbao e Real Madrid, contabilizando, ao longo de treze temporadas, 275 partidas pela La Liga (Campeonato Espanhol). Conquistou um total de sete títulos, todos pelo clube merengue.
Karanka representou a Seleção Espanhola nas Olimpíadas de 1996.

### Como treinador
Em junho de 2010, foi escolhido por José Mourinho para ser seu auxiliar técnico no Real Madrid.
No dia 13 de novembro de 2013, Karanka foi contratado para ser o treinador do Middlesbrough, então na EFL Championship, equivalente a segunda divisão do futebol inglês. Em sua primeira temporada completa, 2014–15, a equipe chegou a disputar os playoffs de acesso à Premier League contra o Norwich, mas acabaram sendo derrotados por 2–0. No entanto, na temporada seguinte a equipe obteria a promoção direta quando foram vice-campeões da competição.
Na Premier League de 2016–17, a equipe foi decaindo de posições. Em 2017 não venceu nenhuma partida, o que levou a ser demitido em 16 de março, quando encontravam-se no penúltimo lugar. Além disso, Karanka havia feito críticas públicas a direção do clube por inércia em novas contratações na janela de transferências de janeiro.
Em 31 de julho de 2020, foi contratado como técnico do Birmingham. Depois de quase um ano no cargo, foi demitido em março de 2021.

## Títulos

### Como jogador
Real Madrid
- Supercopa da Espanha: 1997 e 2001
- Copa Intercontinental: 1998
- Liga dos Campeões da UEFA: 1997–98, 1999–00 e 2001–02
- La Liga: 2001–02